# Voiture école
Pour les articles homonymes, voir Voiture.
Les voitures écoles ou wagons écoles étaient des écoles itinérantes qui avaient pour siège des wagons de chemin de fer. Elles ont circulé de 1926 à 1967 au Canada dans le nord de l'Ontario et à Terre-Neuve. Les voitures-écoles étaient stationnées sur une voie de garage et y restaient pendant cinq jours toutes les six semaines. Une de ces voitures est conservé au Musée ferroviaire canadien.

## Histoire

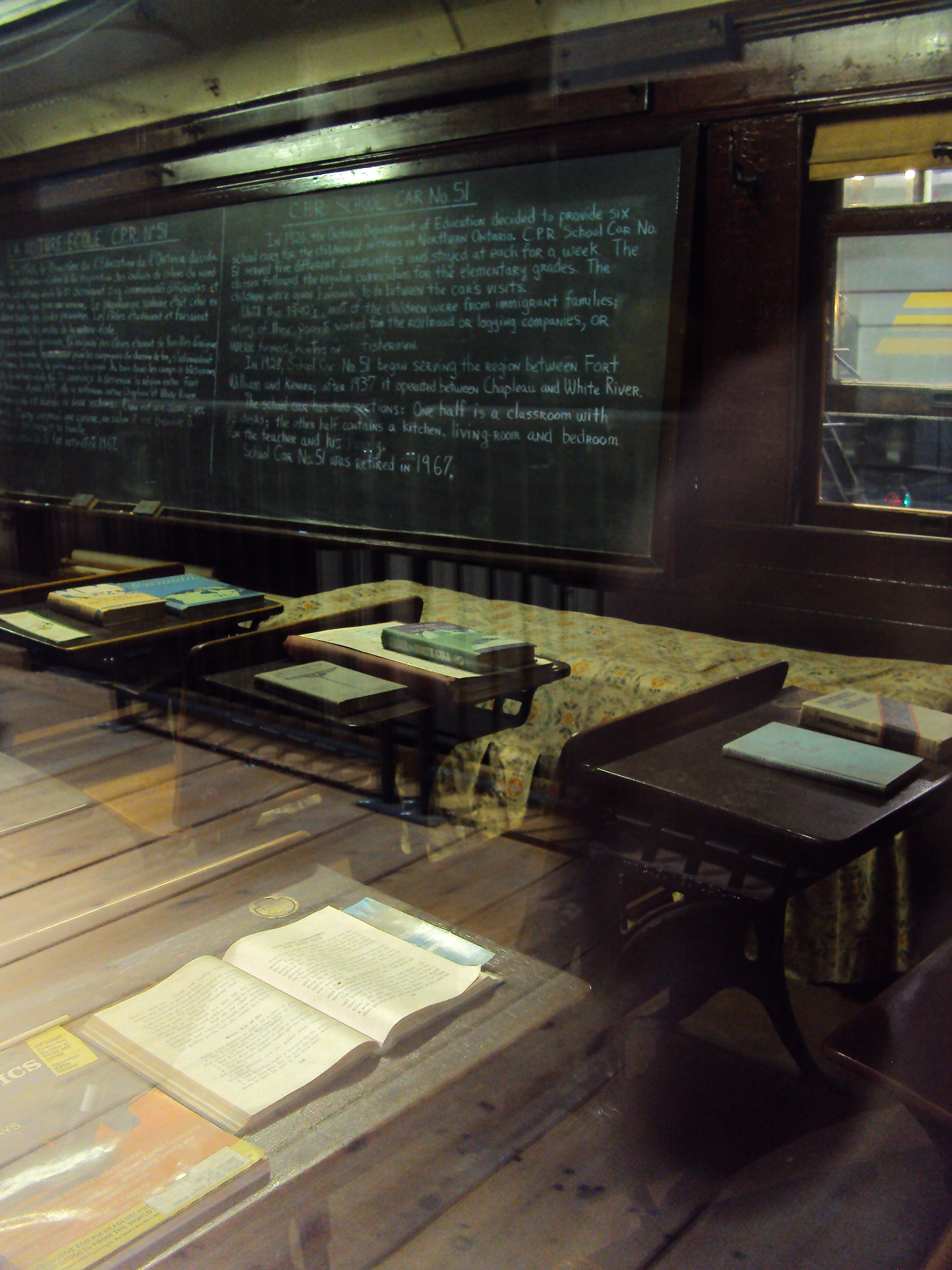
Salle de classe de la voiture exposée au Musée ferroviaire canadien

Pour les enfants du nord du Canada, le département de l'éducation n'offrait que quelques programmes suivis par correspondances. Ces programmes étaient supportés par des bibliothèques itinérantes, des écoles régionales dites de consolidation. Mais ce mode d'enseignement obtenait de piètres performances, en particulier pour les familles anglophones. Il était pourtant impossible, au vu de l'éparpillement des familles sur les territoires du nord de construire des écoles, et par ailleurs, les familles étaient très unies et acceptaient difficilement d'envoyer de leurs enfants pendant des semaines à de grandes distances de leurs foyers.
Les inspecteurs de l'éducation étaient néanmoins préoccupés par les lacunes éducatives du nord, et dès 1922, l'inspecteur J. B. MacDougall exprima ses doutes et demanda un service d'éducation amélioré pour le nord. Le moyen d'amélioration était laissé très ouvert, de sorte que rapidement l'idée qu'un enseignement itinérant qui aille à la rencontre des élèves, plus évolué, soit proposé fit son chemin. L'exploitation du chemin de fer pour y parvenir revient à J. B. MacDougall qui en observant un train manœuvrant des wagons sur une voie de garage compris que ce moyen de transport pourrait être envisagé pour une école voyageant sur des rails.
L'idée était de reprendre le principe du prêtre méthodiste itinérant qui se déplace sur une route circulaire avec sa sacoche, et revient à intervalle régulier sur ses lieux de passage précédent. En adoptant ce principe, l'enseignant pouvait assurer le suivi de sa classe tout au long de l'année, tout en se déplaçant pour couvrir les besoins d'une vaste zone géographique. Nombre d'interlocuteurs trouvèrent le projet extravagant, mais J. B. MacDougall obtint le support du Premier Ministre de l'Ontario, G. Howard Ferguson, qui était également Ministre de l'éducation. L’inspecteur MacDougall réussit aussi à convaincre les compagnies ferroviaires de le suivre dans son projet.
Les compagnies Canadien National et Canadien Pacifique ainsi que le département de l'éducation conclurent un accord selon lequel le département fournirait les enseignants, leur matériel ainsi que celui des élèves (livres, bureaux, tableaux, cartes, bibliothèque, microscopes), et les compagnies les voitures. La conversion des voitures en salles de classe se fit aux frais du gouvernement. Cette conversion consistait en l'aménagement d'une salle de classe et d'un logement pour l'enseignant et sa famille. Les trains de marchandises se chargeaient de déplacer les wagons (au besoin en dehors des itinéraires). La compagnie ferroviaire se chargeaient également de maintenir la voiture et de l'approvisionner.
Une première expérience de 6 mois fut menée en 1925. Elle allait se prolonger pendant 41 ans, au service des enfants isolés du nord canadien.

### Début du service
Le nom de la voiture qui devait être peint sur le premier exemplaire en lettre d'or sur la livrée vert olive du Canadien National donna lieu à discussion. Le département de l'éducation souhaitait la terminologie Car School alors que les compagnies ferroviaires préféraient School Car. Finalement c'est la dénomination School On-Weels (école sur roues) qui sera peinte sur le premier wagon! 
En 1928 deux voitures supplémentaires furent converties en écoles. La compagnie Canadien National prit en charge la conversion d'une voiture, et le Canadien Pacifique la seconde. Ces voitures servirent jusqu'à l'époque la plus récente la ville de Thunder Bay, et les villes jumelles de Port Arthur et Fort William. Le Canadien Pacific acheminait le wagon depuis Fort William à Kenora via Ignace. Le Canadien National parcourait le nord depuis Port Arthur jusqu'à Sioux. En 1930 le CN ajouta une troisième voiture qui circulait à l'ouest, de Port Arthur à Fort Frances.
In 1934 le Canadien National ajouta une nouvelle voiture, portant le total à 4 wagons. Ce wagon commença son service entre Sioux
et la frontière du Manitoba. 
Une nouvelle compagnie rejoint le dispositif en 1938: Les Temiskaming and Northern Ontario Railroad, aujourd'hui connu sous le nom de Ontario Northland, ajouta une septième voiture au parc qui avait été étoffé. 
Ce wagon desservait la région des Laurentides et le nord-est de l'Ontario. 
Le dispositif atteint son maximum dans les années 1940. Il servait alors des milliers de kilomètres de lignes. Quatre wagons-école circulaient sur le réseau du Canadien National, deux sur celui du Canadien Pacifique, et une sur les voies de la Temiskaming and Northern Ontario. Ces voitures servaient 226 élèves.

### Fin du service
En 1967, le service des voitures école prit définitivement fin. Elles avaient servi pendant plusieurs décennies des générations d'enfants. Aux écoliers enfants des travailleurs du rail ou des mines du Nord, avaient succédé les enfants amérindiens. L'école a reçu des enfants de nombreuses nationalités: des ukrainiens, des polonais, des espagnols, des anglais, des allemands ... En 1965, deux voitures étaient encore en activité. Elles circulaient entre Sioux Lookout et la frontière du Manitoba. Des classes étaient également données sur les routes ferroviaires de Chapleau à White River. Le service prit fin lorsque ces routes furent abandonnées.
La voiture de Fred Sloman, qui avait fait toute sa carrière dans les voitures écoles et vécu dans cette dernière pendant près de 28 ans, fut retirée du service au moment de sa retraite, sans qu'il n'ait aucune idée sur son destin. En 1982, l'un de ses anciens étudiants, Bill Stephenson, devenu cadre pour le Canadien National à Edmonton, l'informa qu'il l'avait retrouvée. Cette voiture était stockée et disponible à la vente. Un comité de volontaires fut alors mis en place par cela, l'épouse de Fred Sloman, aidée d'une de ses filles, pour collecter des fonds afin de transférer la voiture à Clinton et de la restaurer. C'est cette voiture qui est visible depuis au Sloman Memorial Park.

### Liste des voitures
| Date de mise en service | Nom             | Route                                 |
| ----------------------- | --------------- | ------------------------------------- |
| 1926                    | CN School car 1 | Capreol à Foleyet                     |
| 1928                    | CN School car 2 | Port Arthur à Sioux Lookout           |
| 1930                    | CN School car 3 | Port Arthur à Fort Frances            |
| 1934                    | CN School car 4 | Sioux Lookout à frontière du Manitoba |

| Date de mise en service | Nom             | Route                        |
| ----------------------- | --------------- | ---------------------------- |
| 1926                    | CP School car 1 | Cartier à Chapleau (Ontario) |
| 1928                    | CP School car 2 | Fort William à Kemora        |

| Date de mise en service | Nom              | Route                        |
| ----------------------- | ---------------- | ---------------------------- |
| 1938                    | TNO School car 1 | North Bay à Cobalt (Ontario) |

## Fonctionnement

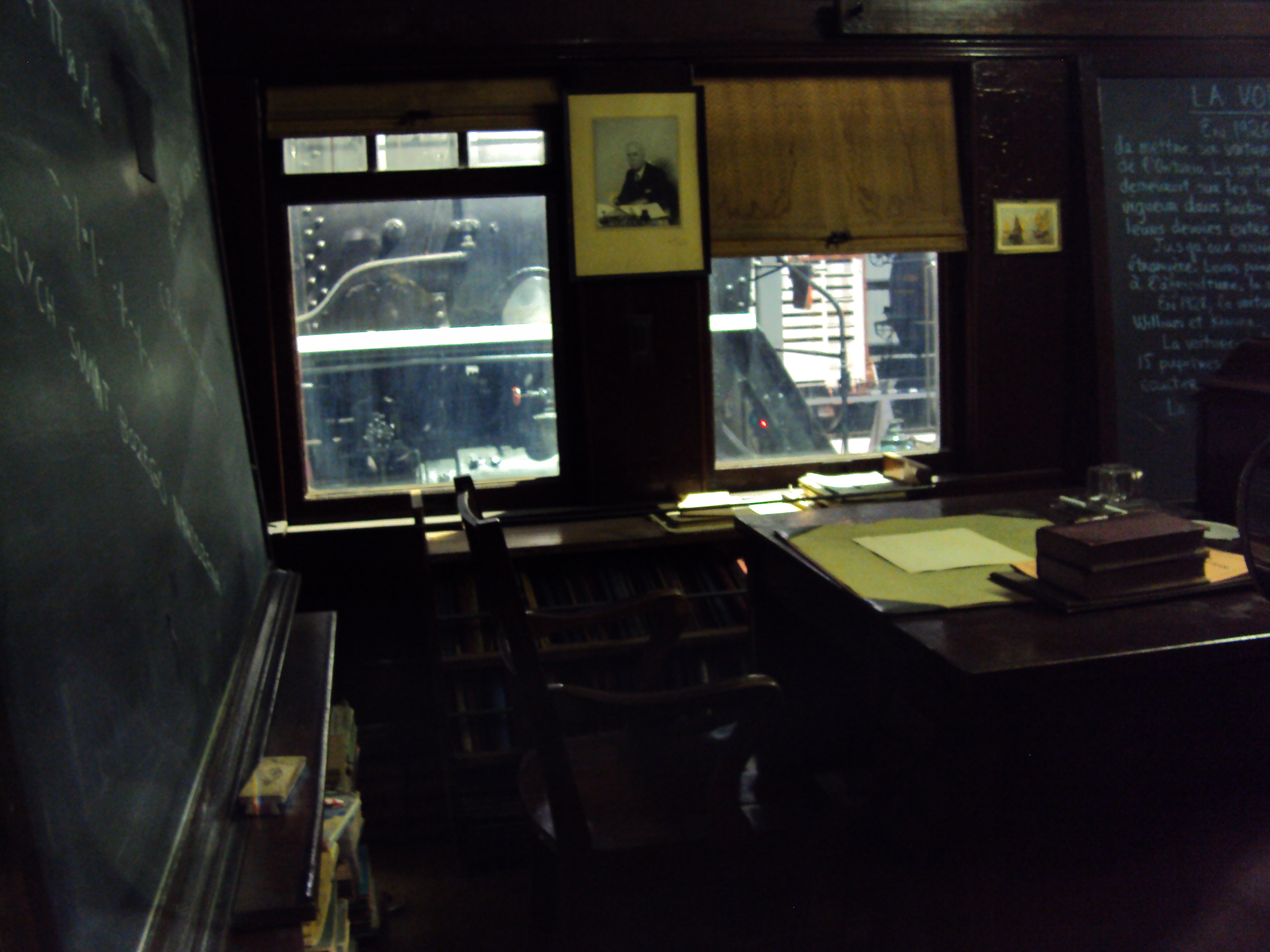
Pupitre du professeur dans le wagon école d'Exporail

Toutes les voitures disponibles les itinéraires devinrent de plus en plus flexibles et eurent de moins en moins besoin de s'adapter à la démographie. La population pouvait fluctuer en permanence, le système s'adaptait. Le nombre minimum d'étudiants étant fixé à 4, et le dispositif bien équipé en wagons, la souplesse du système était totale.

## Voitures subsistantes
L'identification des origines exactes des voitures est délicates et a régulièrement fait l'objet de discussion et de nouvelles interprétations. On a longtemps cru que la Slomans, par exemple, était issue d'une voiture restaurant construite en 1914, avant qu'en 1986, Gerald Buck, membre de la Canadian Railroad Historical Association, apportent de nouvelles informations indiquant que 1914 était la date de construction, mais que la voiture était une voiture de voyageurs (colonist car). 
- School-On-Wheels numéro 15089, dite la Sloman School Car. Cette voiture avant sa transformation en voiture école était une voiture voyageur mise en œuvre au début du XXe siècle pour desservir les collectivités isolées dans le Nord de l’Ontario. Elle appartenait au CN et avait été transformée en 1940. Elle a été retrouvée abandonnée dans un dépôt de Rail du CN de Toronto. Elle est aujourd’hui rénovée, et exposée dans le parc de Clinton[6]. La première voiture Sloman avait vu sa transformation en voiture école 1938 dans les ateliers de Helen and Bill Wrigh sous la direction de Fred Sloman avant d'être détruite dans un incendie. C'était une voiture construite en 1898 aux ateliers d'Hochelaga, à Montréal qui fut utilisée comme bureau de la construction sur les voies en construction jusqu'en 1908,.
- Voiture école C.P.R 5114. On peut observer au Musée ferroviaire canadien cette voiture parfaitement conservée. Des points d'observation sur l'intérieur du wagon, avec la salle de classe, et l'appartement de l'instituteur, sont proposés.